# Idioma hindi
El hindi, en devanagari: हिन्दी, hindiⓘ, es uno de los dos idiomas con carácter oficial en la India, junto con el inglés y otros veintidós idiomas en diversos estados del país de carácter cooficial.
El hindi es el cuarto idioma más hablado del mundo después del chino mandarín, el español y el inglés. Tiene aproximadamente 344 millones de hablantes.
Está estrechamente relacionado con el urdu, lengua oficial de la República Islámica de Pakistán. Ambos son mutuamente inteligibles, al ser, desde un punto de vista lingüístico, variedades de un mismo idioma, el idioma indostánico o hindustaní, el cual, contabilizado así, sería la segunda lengua más hablada, por detrás del chino mandarín y por delante del español. Sus diferencias sobre todo se reducen al sistema de escritura, que en el caso del hindi es el alfabeto devanagari, mientras que el urdu emplea una forma del alfabeto árabe. Estos dos idiomas también se diferencian en su terminología culta, que el hindi toma generalmente del sánscrito (el proceso de «sanscritizar»). De esta manera, se comenzó un proceso de erradicación de la terminología de origen persa-árabe del hindi, con el fin de disociarlo políticamente del urdu, mientras que en urdu los cultismos son mayormente de origen perso-árabe. En la lengua familiar que se habla a diario por la mayoría de los hablantes, el hindi y el urdu son más similares que en sus respectivas formas más cultas.

## Etimología
El vocablo «hindi» originalmente era usado para referir a los habitantes de la llanura indogangética. Esa palabra fue tomado del persa clásico هندی Hindī (pronunciación: Hendi), que significa «pertenece al Hind (India)» (por lo tanto, indio).
Los términos «Hindi» e «Hindu» se remontan al antiguo persa que derivó estos nombres del nombre sánscrito Sindhu (सिन्धु), que refiere al río Indo. Los cognados griegos de los mismos términos son «Indus» (para el río) e «India» (para la tierra del río).

## Clasificación
El hindi es una lengua de la familia indoeuropea. Forma parte de la subfamilia indoirania, más precisamente del subgrupo indoario central. Se considera una versión estandarizada del indostánico. La otra variedad estandarizada es el urdu. De hecho, el hindi y el urdu son mutuamente comprensibles.

### Idioma indostánico
Es la lengua de la que derivó el Hindi y otras lenguas (algo así como latín con respecto al español, francés, italiano...)

## Dialectos
El idioma indostánico o hindustaní es un idioma oficial de la India con el dialecto hindi y Pakistán con el dialecto urdu. Aunque propiamente son idiomas distintos pero según la constitución de la India, las lenguas del grupo hindi occidental (y aun algunos de otros grupos de la zona central) se consideran como dialectos del hindi (o mejor dicho del hindustaní) 
- Khadiboli, Khariboli o Sarhindi es el dialecto usado como el idioma nacional de India, enseñado en las escuelas y en el gobierno. Proviene del norte de Uttar Pradesh, cerca de Delhi.
  - Urdu es el dialecto usado como el idioma nacional de Pakistán, pero que muchos paquistaníes e indios consideran una lengua propia totalmente diferenciada del hindi, aunque lingüísticamente (al menos al nivel coloquial) no sea así. Se habla en muchos estados de India como la lengua materna de comunidades musulmanas, y es uno de los idiomas indios que son reconocidos como idiomas regionales por el gobierno. La mayoría de las personas que hablan urdu como lengua materna viven en India, y la mayoría de los que lo hablan como segunda lengua viven en Pakistán, dónde es la lengua franca que la mayoría de la población entiende. También, muchos de los inmigrantes musulmanes que vinieron a Pakistán (Mojayires) después de la separación de los dos países hablan urdu como lengua materna, y ellos forman la mayoría de la población en la ciudad de Karachi. El urdu escrito toma muchas palabras del persa y árabe, mientras que el hindi estándar toma palabras del sánscrito.
    - El urdu de Andhra Pradesh se habla con su propio acento (que por influencia Drávida conserva algunos diptongos que el urdu norteño perdió).

  - Hindi estándar dialecto literario de Khadiboli.
  - Bambaiya o Mumbaiyya se habla en Bombay, y tiene rasgos del marathi.

Las siguientes variedades no son dialectos sino lenguas:
- Braj-bhasha (‘habla de Braj’) fue el dialecto literario durante el periodo bhakti, originado en la zona de Vraja (Vrindavan) y hablado en Uttar Pradesh occidental.
- Awadhi o Avadhi se habla en Uttar Pradesh central.
- Kanauji se habla en la región entre Awadh y Braj en Uttar Pradesh.
- Bundeli se habla en la región Bundelkhand de Madhya Pradesh.
- Bagheli se habla en el noreste de Madhya Pradesh.
- Chhattisgarhí, Lahariya o Khalwahi se habla en Chhattisgarh.
- Hariyanvi, Bangaru o Jatu se habla en Haryana.
- Bhaya se habla en el sur de Pakistán.
- Chamari, hablado por los dalit de Uttar Pradesh y Madhya Pradesh.
- Gowli se habla en Madhya Pradesh y en el distrito Amravati de Maharashtra.

## Distribución geográfica
Principalmente, en las regiones noroeste y centro-oeste de la India. Hay un porcentaje importante de hablantes en Fiyi, Guyana, Surinam y Trinidad y Tobago.

### Estatus
Es uno de los veintiún idiomas oficiales de la República de la India.

### Dialectos
Aunque propiamente son idiomas distintos, las lenguas del grupo hindi oriente (y algunos de otros grupos de la zona central) se consideran como dialectos del hindi (o mejor dicho, del indostánico) según la constitución de la India.
- El jadibolí o sarhindi es el dialecto usado como el idioma nacional de la India, enseñado en las escuelas y en el gobierno. Proviene del norte de Uttar Pradesh, cerca de Delhi.
  - El urdu es el dialecto usado como idioma nacional de Pakistán, pero que muchos paquistaníes e indios consideran como lengua propia totalmente diferenciada del hindi, aunque en el ámbito lingüístico (al menos al nivel coloquial) no sea así. Se habla en muchos estados de la India como la lengua materna de comunidades musulmanas, y es una de los idiomas indios que son reconocidos como idiomas regionales por el gobierno. La mayoría de las personas que hablan urdu como lengua materna viven en la India, y la mayoría de los que lo hablan como segunda lengua viven en Pakistán, dónde es la lengua franca que la mayoría de la población entiende. También, muchos de los inmigrantes musulmanes que fueron a Paquistán (Mojayires) después de la separación de los dos países hablan urdu como lengua materna: forman la mayoría de la población en la ciudad de Karachi. El urdu escrito toma muchas palabras del persa y árabe, mientras que el hindi estándar toma palabras del sánscrito.
    - El urdu de Andra Pradesh se habla con su propio acento (que, por influencia drávida, conserva algunos diptongos que el urdu norteño perdió).

  - El hindi normalizado, dialecto literario del jadibolí.
  - El bambaiya o mumbaiyya se habla en Bombay, y tiene rasgos del maratí.

Algunos dialectos se pueden considerar como lenguas porque no son inteligibles entre sí:
- El braj-bhasha (habla de Braj) fue el dialecto literario durante el periodo bhakti, originado en la zona de Vraja (Vrindavan) y hablado en Uttar Pradesh occidental.
- El avadí, hablado en Uttar Pradesh central.
- El kanaují, hablado en la región entre Awadh y Braj en Uttar Pradesh.
- El bundelí, hablado en la región Bundelkhand de Madhya Pradesh.
- El baguelí, hablado en el noreste de Madhya Pradesh.
- El chatisgarí, lahariya o jalhuahí, hablado en Chatisgar.
- El hariyanví, bangaru o yatu, hablado en Haryana.
- El baya, hablado en el sur de Paquistán.
- El chamarí, hablado por los dalit de Uttar Pradesh y Madhya Pradesh.
- El goulí, hablado en Madhya Pradesh y en el distrito Amravati de Maharashtra.

## Comparación con el urdu estándar moderno
Desde el punto de vista lingüístico, el hindi y el urdu son dos registros de la misma lengua y son mutuamente inteligibles. Tanto el hindi como el urdu comparten un vocabulario básico de palabras nativas del prácrito y derivadas del sánscrito. Sin embargo, el hindi se escribe en escritura devanagari y contiene más palabras derivadas del sánscrito que el urdu, mientras que el urdu se escribe en escritura persoárabe y utiliza más préstamos árabes y persas que el hindi. Por este motivo, así como por el hecho de que ambos registros comparten una gramática idéntica, un consenso de lingüistas los considera dos formas estandarizadas de la misma lengua, el indostaní o hindi-urdu. El hindi es la lengua oficial más utilizada en la India. El urdu es la lengua nacional y lingua franca de Pakistán y es una de las 22 lenguas oficiales de la India, con estatus oficial también en Uttar Pradesh, Jammu y Cachemira, Delhi, Telangana, Andhra Pradesh y Bihar.

## Escritura
El hindi se escribe en el alfabeto devanagari, un alfasilabario. El devanagari consta de 11 vocales y 33 consonantes y se escribe de izquierda a derecha. A diferencia del sánscrito, el devanagari no es totalmente fonético para  el hindi, sobre todo porque no marca la supresión de la schwa en el hindi estándar hablado.